# قاموس سير
قاموس السير (بالإنجليزية: Biographical dictionary)‏ هو نوع من القواميس الموسوعية يقتصر على سير الشخصيات، منها ما يشمل الأحياء فقط، مثل «من هو» (بالإنجليزية: Who's Who)‏ أو المتوفين فقط، مثل قاموس السير الوطنية، أو يجمع بين الإثنين. ومن تلك القواميس ما يقتصر على الشخصيات البارزة في مجال ما.
من أوائل قواميس السير المعروفة في التاريخ كتب التراجم التي عرفها العالم الإسلامي، ومن أشهرها كتاب الطبقات الكبير لابن سعد البغدادي.